# Trainspotting
Trainspotting é o primeiro romance do escritor escocês Irvine Welsh, publicado pela primeira vez em 1993. Ele assume a forma de uma coleção de contos, escritos em escocês ou inglês britânico. O livro gira em torno de vários moradores de Leith, Edimburgo, que usam heroína, sendo amigos do grupo principal de usuários de heroína, que se envolvem em atividades destrutivas retratadas implicitamente como vícios com a mesma função do vício em heroína. O romance se passa no final dos anos 1980 e foi descrito pelo jornal The Sunday Times como "a voz do punk, crescida, mais sábia e eloquente".
Desde então, o romance alcançou um status de cult, somado ao sucesso global do filme baseado nele, Trainspotting (1996), dirigido por Danny Boyle. O autor escreveu uma continuação, Porno, em 2002. Skagboys, um romance que serve como prequel, foi publicado em abril de 2012.